# Pterolophia andamanica
Pterolophia andamanica là một loài bọ cánh cứng trong họ Cerambycidae.